# 南日
南日（1913年6月5日—1976年3月7日），朝鮮军事、政治人物。朝鲜人民军大将，苏联派人物。历任朝鲜劳动党中央委员会委员、朝鲜最高人民会议代表、中央人民委员会委员、政务院副总理等职务。
南日在朝鲜战争期间担任朝鲜人民军总参谋长职务，后又作为朝鲜人民军和中国人民志愿军的首席代表签署了《朝鲜停战协定》。1976年3月7日，因车祸逝世，终年64岁。

## 生平
根据朝鲜官方的说法，南日于1913年出生在日据朝鲜咸镜北道，但另有资料称他出生在俄罗斯的远东，父母是朝鲜族移民。南日在年轻的时候，一家人被苏联政府集体流放到了中亚地区。南日从托木斯克国立大学毕业后，担任过撒马尔罕州国民教育部长。随后在塔什干加入了苏联军队，参加第二次世界大战。他曾参加过几场重要战役，其中包括对抗纳粹德国的斯大林格勒战役。
朝鲜光复之后，南日来到朝鲜半岛北部，负责教育行政事务。1946年，任朝鲜临时人民委员会教育局副局长。1948年9月9日，朝鲜民主主义人民共和国成立，南日出任教育副相。1950年6月25日，朝鲜战争爆发。同年9月，朝鲜人民军总参谋长姜健阵亡，南日接替其总参谋长的职务。停战谈判期间，南日担任朝中方面首席委员，与联合国军谈判交涉。他以使用琥珀色的烟斗抽烟的形象为世人所知。1953年7月27日，同联合国军代表小威廉·凯利·哈里森签订《朝鲜停战协定》，同日，这一协定分别获得联合国军最高司令官马克·克拉克、朝鲜人民军元帅金日成以及中国人民志愿军司令员彭德怀的签署而正式生效。
朝鲜战争停战之后，南日取代失势的朴宪永，出任外务相一职。1954年，南日发表声明，抗议日本政府对在日朝鲜人的待遇，声称“在日朝鲜人是共和国的在外公民”。1955年2月，朝鲜奉行对西方阵营和平共存的路线，同日本鸠山一郎内阁谈判，越过东西方阵营和政治体制的障碍，达成贸易与文化交流。朝鲜成为日本与中国大陆贸易的中转站，日朝贸易不断扩大。
1956年4月，南日在朝鲜劳动党第三次党大会上当选党中央委员和党常务委员会委员，在党内序列排名第九。同年，发生八月宗派事件，苏联派和延安派的势力被金日成清洗。南日是金日成的亲信而得以幸免。1957年任副首相兼外相。根據俄羅斯檔案局的解密檔案，金日成得以在八月宗派事件前早一步得知政變的危機將發生，其關鍵原因在於：南日向金日成通報了延安派等老幹部欲透過政變強迫金日成下台。此舉，也代表朴昌玉在政變發生之前對南日的極力爭取終告失敗。
1959年秋，由于中苏交恶，致使赫鲁晓夫访问朝鲜延期，南日作为外相因此被问责。此后，于1960年任国家建设委员会委员长。1966年任副首相兼铁道相。在1970年11月举行的第五次党大会上，被排除在政治委员会委员之外。1972年12月28日，在第五届最高人民会议第一次会议上，当选中央人民委员会委员、政务院副总理、轻工业委员会委员长。
1976年3月7日，南日在地方视察时遭遇交通事故，一辆卡车撞击了南日的轿车，致其死亡。有西方学者认为此次车祸不像是真的，可能是金日成将南日当作是潜在的竞争对手而将其暗杀。3月9日，朝鲜对其进行国葬。
2011年8月10日，一名曾参加南日车祸现场检查的朝鲜脱北高官在《朝鲜日报》上刊登证词，声称车祸现场有众多疑点，南日很可能是遭到暗杀。由于南日支持金平一上位，被金正日视为危险分子，于是策划车祸将其杀害。

### 引用
1. ↑  Wilfred Burchett, Memoirs of a Rebel Journalist : The Autobiography of Wilfred Burchett (2005), edited by Nick Shimmin and George Burchett, University of New South Wales Press, Sydney, New South Wales. ISBN 0-86840-842-5, p 385.
2. ↑  Futrell, p. 372.
3. ↑  平岩俊司『北朝鮮――変貌を続ける独裁国家』中央公論新社〈中公新書2216〉、東京、2013年5月25日発行、60-61頁。
4. ↑  Bluth, Christoph. . Cambridge: Polity Press. 2008: 27–28. ISBN 978-07456-3357-2.
5. ↑  .   [2015-04-27]. （原始内容存档于2016-01-01）.
6. ↑  .   [2016-09-09]. （原始内容存档于2019-07-24）.